# Antonino Fogliani

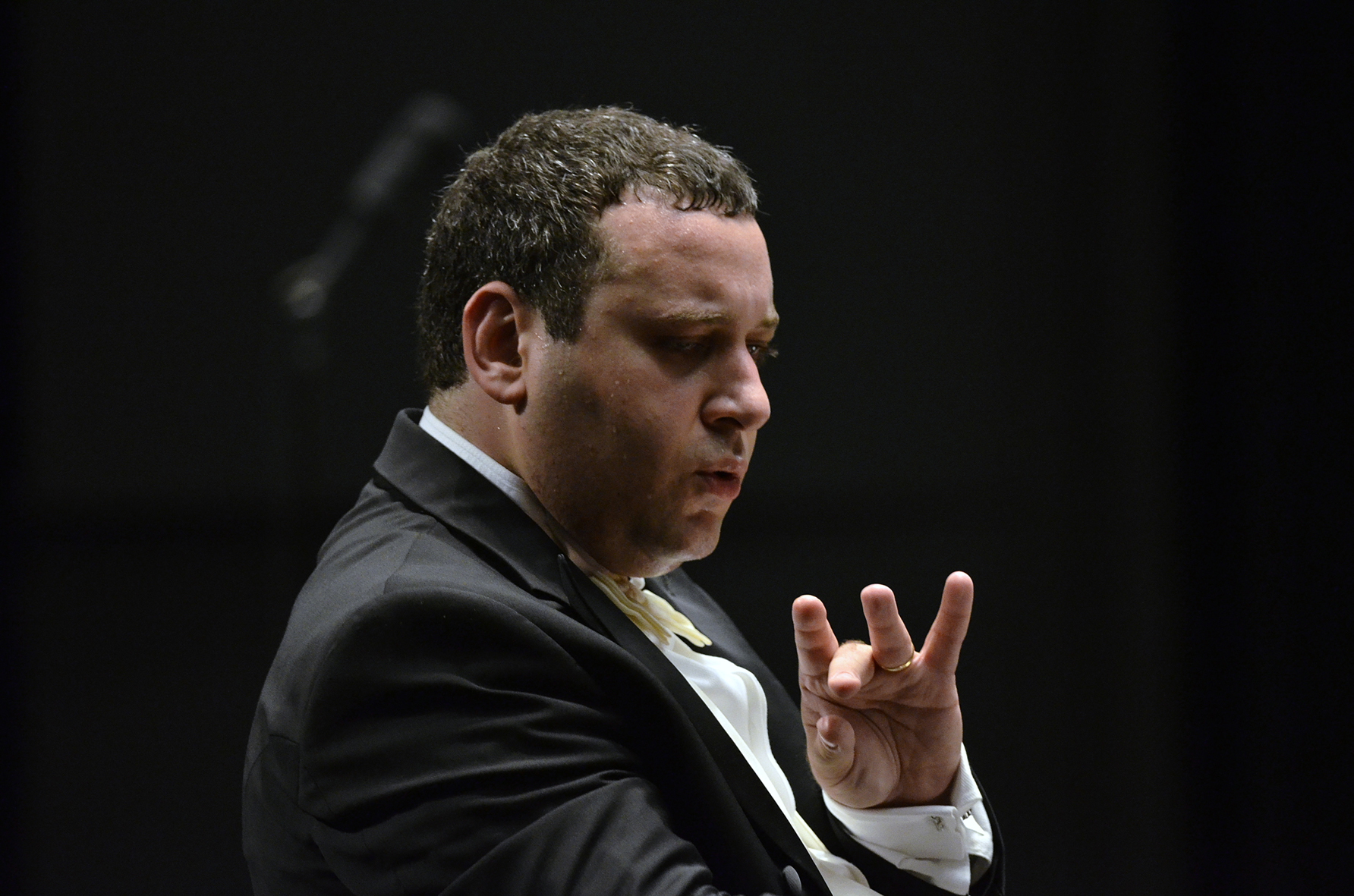
Antonino Fogliani, 2011, Festival Radio France, Montpellier

Antonino Fogliani (* 29. Juni 1976 in Messina) ist ein italienischer Dirigent.

## Leben

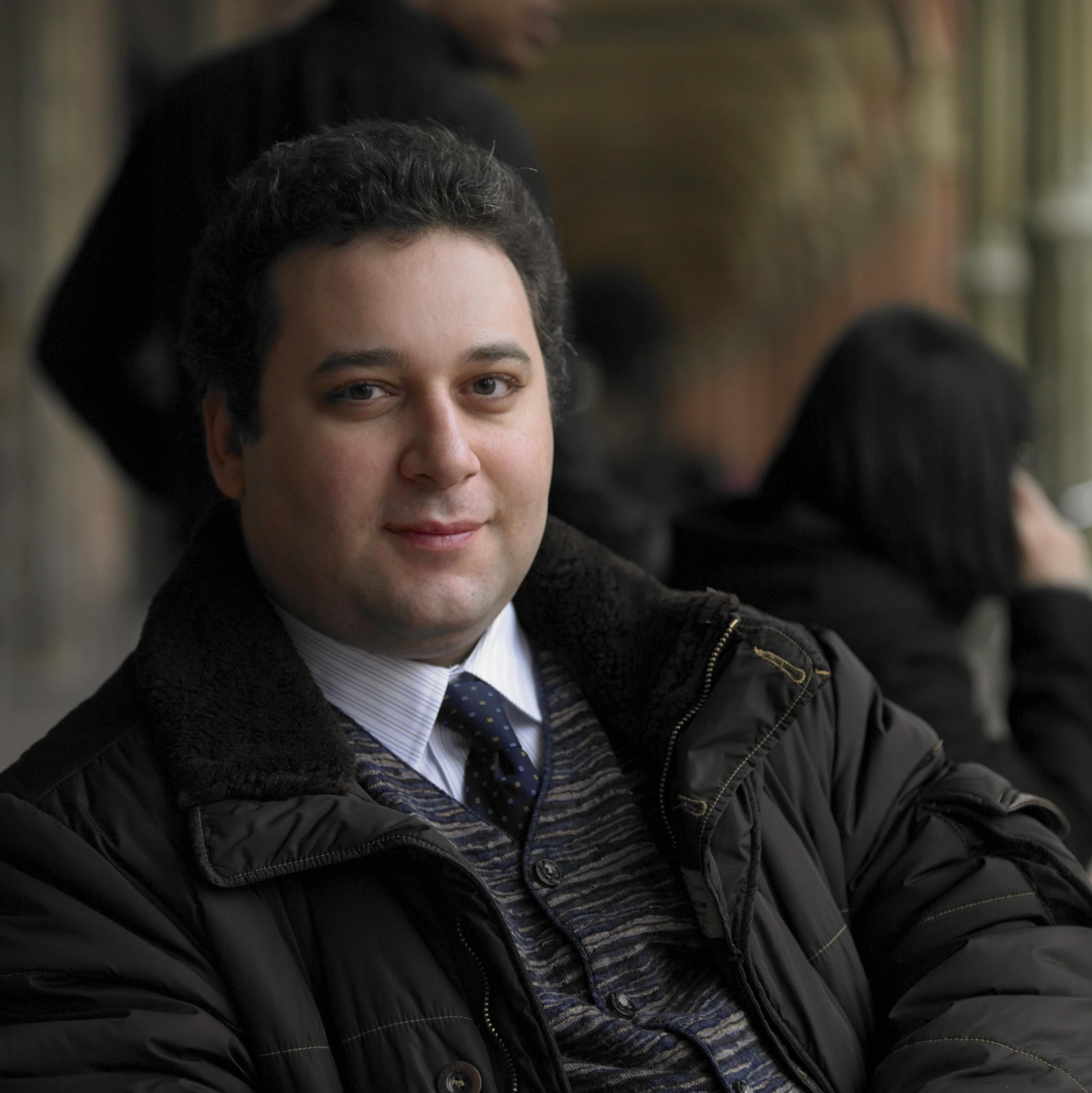
Antonino Fogliani

Antonino Fogliani graduierte zunächst im Fach Klavier, bevor er bei Vittorio Parisi am Conservatorio Giuseppe Verdi in Mailand Dirigieren studierte. Er spezialisierte sich in Siena an der Accademia Musicale Chigiana bei Franco Donatoni sowie Ennio Morricone und assistierte dem Dirigenten Gianluigi Gelmetti unter anderem an Londons Covent Garden bei Otello.
Seinem Debüt beim Rossini Opera Festival in Pesaro 2001 mit Rossinis Il viaggio a Reims folgten Verpflichtungen in Pesaro und am Teatro La Fenice Venedig, am Teatro dell’Opera Rom, am Teatro San Carlo Neapel und an der Opéra Comique Paris sowie beim Festival Donizetti in Bergamo. An der Mailänder Scala dirigierte er unter anderem Ugo, conte di Parigi und die Neuproduktion von Donizettis Maria Stuarda. Weiter leitete er Aida an der Houston Grand Opera und am Teatro Regio di Parma, Lucia di Lammermoor an der Nationale ReisOpera und am Concertgebouw Amsterdam, L’amico Fritz in der Tschaikowsky-Konzerthalle in Moskau sowie La traviata an der Opéra de Montréal.
Fogliani debütierte 2004 bei Rossini in Wildbad. In Zusammenarbeit mit Jochen Schönleber entstanden die CD-Aufnahmen von Rossinis Ciro in Babilonia, Mosè in Egitto, Otello, L’occasione fa il ladro, Nicola Vaccais La sposa di Messina (Naxos) und Don Chisciotte alle nozze di Gamaccio (Mercadante).
2008 erschien er erstmals an den St. Galler Festspielen.
Mit Il barbiere di Siviglia aus dem La Fenice in Venedig und mit Anna Bolena vom Maggio Musicale Fiorentino kam er weltweit zu Direktübertragungen ins Kino. Es liegen DVDs von Maria Stuarda und Lucia di Lammermoor vor.
Seit 2011 wurde die Zusammenarbeit mit Rossini in Wildbad durch die Ernennung zum musikalischen Leiter des Festivals institutionalisiert. Fogliani lehrt von 2011 bis 2017 Dirigieren am Konservatorium Giuseppe Tartini in Triest, seit 2021 am Konservatorium „Alessandro Scarlatti“ in Palermo. Er lebt in Lugano.

## Repertoire
- Vincenzo Bellini: Beatrice di Tenda, Bianca e Fernando, I Capuleti e i Montecchi, Norma, La sonnambula, Il pirata
- Georges Bizet: Carmen
- Francesco Cilea: Adriana Lecouvreur
- Domenico Cimarosa: Il marito disperato
- Gaetano Donizetti: Anna Bolena, Don Pasquale, Il diluvio universale, L’elisir d’amore, La fille du régiment, Lucia di Lammermoor, Maria di Rohan, Maria Stuarda, Rita, Roberto Devereux, Ugo, conte di Parigi
- Charles Gounod: Faust
- Franz Lehár: La vedova allegra, Il paese del sorriso (Die lustige Witwe, Das Land des Lächelns)
- Ruggero Leoncavallo: Pagliacci
- Pietro Mascagni: Amica, Cavalleria rusticana, L’amico Fritz
- Saverio Mercadante: Don Chisciotte alle nozze di Gamaccio, I briganti
- Francesco Morlacchi: Tebaldo e Isolina
- Wolfgang Amadeus Mozart: Le nozze di Figaro, Don Giovanni, Così fan tutte, Die Entführung aus dem Serail,Die Zauberflöte
- Giovanni Paisiello: Socrate immaginario
- Stefano Pavesi: Il trionfo delle belle
- Francis Poulenc: La voix humaine, Dialogues des Carmélite
- Giacomo Puccini: Gianni Schicchi, La Bohème, Madama Butterfly, Tosca, La fanciulla del West, Turandot
- Gioachino Rossini: Adina, Il signor Bruschino, La Cenerentola, Il viaggio a Reims, Le comte Ory, Ciro in Babilonia, Il turco in Italia, L’occasione fa il ladro, Mosè in Egitto, La scala di seta, Il barbiere di Siviglia, Otello, Edipo Coloneo, L’italiana in Algeri, Semiramide, Guillaume Tell, Stabat Mater
- Camille Saint-Saëns: Samson et Dalila
- Richard Strauss: Ariadne auf Naxos
- Nicola Vaccai: La sposa di Messina
- Giuseppe Verdi: Aida, Un ballo in maschera, Don Carlo, Attila, Giovanna d’Arco, I Lombardi alla prima crociata, I masnadieri, Il trovatore, Macbeth, Nabucco, La battaglia di Legnano, La traviata, Oberto conte di San Bonifacio, Rigoletto
- Richard Wagner: Der fliegende Holländer

## Diskographie
- Gaetano Donizetti, Ugo, conte di Parigi, CD Dynamic (2004)
- Gioachino Rossini, Ciro in Babilonia, CD Naxos (2005)
- Domenico Cimarosa, Il marito disperato, CD Bongiovanni (2006)
- Gioachino Rossini, Mosè in Egitto, CD Naxos (2007)
- Gaetano Donizetti, Maria Stuarda, Teatro alla Scala, CD/DVD Musicom/Rai Trade (2008)
- Gioachino Rossini, Otello, CD Naxos (2010)
- Gaetano Donizetti, Lucia di Lammermoor, CD Naxos (2011)
- Nicola Vaccai, La sposa di Messina, CD Naxos (2012)
- Saverio Mercadante, Don Chisciotte alle nozze di Gamaccio, CD Naxos (2012)
- Gioachino Rossini, L’occasione fa il ladro, CD Naxos (2012)
- Gioachino Rossini, Semiramide, CD Naxos (2013)
- Giuseppe Verdi, Aida, CD C Major (2014)
- Saverio Mercadante, I briganti, CD Naxos (2014)
- Gioachino Rossini, Guillaume Tell, CD Naxos (2015)
- Gioachino Rossini, Il viaggio a Reims, CD Naxos (2016)
- Gioachino Rossini, Stabat Mater, CD Naxos (2016)
- Gioachino Rossini, Sigismondo, CD Naxos (2017)
- Vincenzo Bellini, Bianca e Gernando, CD Naxos (2017)
- Gioachino Rossini, Bianca e Falliero, CD Naxos (2017)
- Gioachino Rossini, Maometto II, CD Naxos (2018)
- Gioachino Rossini, Il barbiere di Siviglia, CD Dynamic (2020)
- Francesco Morlacchi, Tebaldo e Isolina, CD Naxos (2020)
- Marco Taralli, Cantus Bononiæ Missa Sancti Petronii, CD Tactus (2022)
- Gioachino Rossini, Elisabetta regina d'Inghilterra, CD Naxos (2024)
- Gioachino Rossini, Ermione, CD Naxos (2024)
- SAIMIR - Saimir Pirgu, Orquestra de la Comunitat Valenciana, Antonino Fogliani - OPUS ARTE (2024)

## Filmographie
- Gaetano Donizetti, Lucia di Lammermoor, DVD Dynamic (2006)
- Gaetano Donizetti, Maria Stuarda, DVD ARTHAUS MUSIK (2009)
- Gaetano Rossini, Il barbiere di Siviglia, DVD Dynamic (2009)
- Giuseppe Verdi, Aida, DVD/Blu-Ray UNITEL (2012)
- Gioachino Rossini, Guillaume Tell, DVD Bongiovanni (2015)
- Gioachino Rossini, L’inganno felice, DVD Dynamic (2016)
- Gioachino Rossini, L’occasione fa il ladro, DVD/Blu-ray Naxos (2021)
- Orphea in love, DVD/Blu-ray 374 Media (2023)